# Lurago Marinone
Lurago Marinone (en el dialecto de Como, Lüraach) es un municipio situado en la provincia de Como, en Lombardía. Tiene una población estimada, a fines de abril de 2024, de 2602 habitantes.

## Evolución demográfica
| Gráfica de evolución demográfica de Lurago Marinone entre 1861 y 2024 |
|                                                                       |
| Fuente: ISTAT - Gráfica elaborada por Wikipedia                       |